# Discografia do Carnaval de Vitória
Essa é uma lista da discografia das escolas de samba do Grupo especial do Carnaval de Vitória.

## 2009
| Faixa | Escola               | Enredo                                                                     | Autor                                                               | Intérprete            | Ref.  |
| ----- | -------------------- | -------------------------------------------------------------------------- | ------------------------------------------------------------------- | --------------------- | ----- |
| 1     | Jucutuquara          | Convento da Penha: O relicário de um povo                                  | Ewerton Fernandes da Silva e Leonardo Pereira                       | Kleber Simpatia       | [ 2 ] |
| 2     | Andaraí              | Sete portais, sete encantos: Divino Espírito Santo                         | Thiago Bandeira, Douglas Jacaré e MC Niel                           | Lauro da Andaraí      | [ 2 ] |
| 3     | Novo Império         | Gaia, da Mitologia à Ciência, a Novo Império en(canta) a Terra             | Leley do Cavaco e Renilson Rodrigues                                | Tim Lolo              | [ 2 ] |
| 4     | Boa Vista            | Com devoção ao padroeiro, Boa Vista festeja São João                       | Emerson Xumbrega, Bid do Cavaco, Douglas Jacaré e Sidnei Mingau     | Emerson Xumbrega      | [ 2 ] |
| 5     | Barreiros            | Guarapari, o paraíso é aqui                                                | Marquinho Gente Bamba, Attilio Juffo, Arildo Duarte e Maneco        | Marquinho Gente Bamba | [ 2 ] |
| 6     | Pega no Samba        | É Fim de Semana... o que que vai PEGAr?                                    | Jairo Liberdade, Ney do Cavaco, Nelson Sete Cordas, Ricardo e Zalém | Jairo Liberdade       | [ 2 ] |
| 7     | Rosas de Ouro        | Do Reino de Odin ao Sol Nascente, o país do futebol é a terra da gente     | Betinho Capoeira, Atilio Juffo e Oscar                              | Danilo Cezar          | [ 2 ] |
| 8     | MUG                  | Do Eldorado Africano ao berço selvagem e fascinante da Vila de São Matheus | Diego Nicolau, Maurício Bona, João Vitor, Felipe Viana              | Ricardinho da MUG     | [ 2 ] |
| 9     | Imperatriz do Forte  | Delírio de um sonho, o dia em que o Penedo falou                           | Manoel do Carmo                                                     | Marcinho Diola        | [ 2 ] |
| 10    | São Torquato         | Rio Doce, deleite de uma princesa                                          | Ewerton Fernandes, Léo e Kell do Cavaco                             | Pipo Derson           | [ 2 ] |
| 11    | Tradição Serrana     | Do Reis Magos ao Goiapaba-Açú: Uma história com raízes                     | Tonico do Cavaco, Flávio, Thiago, Cláudio e Alex Julimar            | William Santos        | [ 2 ] |
| 12    | Chegou o Que Faltava | A Coroa brilhou. A Nobreza Chegou                                          | Zinho e Alex                                                        | Zinho Furão           | [ 2 ] |
| 13    | Piedade              | Sete de Setembro - Histórias e memórias da rua que virou samba             | Leley do Cavaco e Renilson Rodrigues                                | Edson Papo Furado     | [ 2 ] |

## 2010
| Faixa | Escola               | Enredo                                                                                           | Autor                                                                                          | Intérprete            | Ref.  |
| ----- | -------------------- | ------------------------------------------------------------------------------------------------ | ---------------------------------------------------------------------------------------------- | --------------------- | ----- |
| 1     | Jucutuquara          | O Espírito Santo Azul                                                                            | Íbis Bernardo                                                                                  | Kleber Simpatia       | [ 3 ] |
| 2     | MUG                  | Deixei de ser moderna para ser eterna... Brasília! Da profecia de Dom Bosco à realidade de JK    | Diego Nicolau, Maurício Bona, Claudinho Vagareza e Thiago Brito                                | Ricardinho da MUG     | [ 3 ] |
| 3     | Barreiros            | Na Evolução dos Transportes Barreiros avança através dos Tempos                                  | Marquinho Gente Bamba, Attilio, Maneco, Arildo, Zinho e Washington                             | Marquinho Gente Bamba | [ 3 ] |
| 4     | Piedade              | Do Maraú e Andirá, os Maués Celebram a Energia Wara-ná                                           | Lourival das Neves, Sérgio Índio, Lorran e Lauro                                               | Sérgio Índio          | [ 3 ] |
| 5     | Boa Vista            | Nem tudo que reluz é ouro, nem tudo que balança cai                                              | Emerson Xumbrega, Bid do Cavaco, Sidney Mingau, Douglas Jacaré e Júlio Negada                  | Emerson Xumbrega      | [ 3 ] |
| 6     | Novo Império         | Das mãos que forjaram o passado aos cérebros que pensam o futuro: IFES – um século de excelência | Claudinho Vagareza, Thiago Daniel, Dudu Botelho, Silvia Botelho, Douglas Jacaré e Thiago Brito | Tim Lolo              | [ 3 ] |
| 7     | São Torquato         | Na fanfarra ou na folia meu prazer é você rir, no balanço deste trem vou brincando até Muqui     | Júlio Negada e Marlon Stefanini                                                                | Pipo Derson           | [ 3 ] |
| 8     | Andaraí              | O pão nosso de cada Povo argamassa da vida e medula dos mortais                                  | Thiago Bandeira, Douglas Jacaré, Fábio Alves, Hudson Sabiá, Mc Niel e Bruna Medeiros           | Lauro da Andaraí      | [ 3 ] |
| 9     | Imperatriz do Forte  | Adonai El Líbano: Plantai em todas as terras a árvore do amor                                    | Leley do Cavaco e Renilson Rodrigues                                                           | Marcinho Diola        | [ 3 ] |
| 10    | Pega no Samba        | Das Trevas à Luz do Conhecimento - a arte de educar                                              | Izaias Anaanatur, Lourival das Neves, Moacyr Alves, Neno Bahia e Kell do Cavaco                | Danilo Cezar          | [ 3 ] |
| 11    | Tradição Serrana     | Fogão, lenha, brasa, o amor se conquista pela boca                                               | Tonico do Cavaco, Attilio, Arildo, Marquinho, Maneco e Thiago Brito                            | William Santos        | [ 3 ] |
| 12    | Rosas de Ouro        | Rosas brancas, Rosas vermelhas, Rosas amarelas! E no Carnaval tem Rosas de Ouro na avenida       | Adilson Magrinho, Flavio Tradição, Gilson da Rosas, Gibson Muniz e Renato do Nascimento        | Gilson da Rosas       | [ 3 ] |
| 13    | Chegou o Que Faltava | Docete Omnes Gentes: A Academia vai ao samba                                                     | Zinho, Attilio, Maneco, Arildo e Marquinho                                                     | Zinho Furão           | [ 3 ] |

## 2011
| Faixa | Escola              | Enredo                                                                               | Autor                                                                          | Intérprete                              | Ref.  |
| ----- | ------------------- | ------------------------------------------------------------------------------------ | ------------------------------------------------------------------------------ | --------------------------------------- | ----- |
| 1     | Boa Vista           | Reciclar com arte                                                                    | Emerson Xumbrega, Sidney Mingau, Bid do Cavaco e Julio Negada                  | Emerson Xumbrega                        | [ 4 ] |
| 2     | Novo Império        | Saiu do Papel meu Carnaval                                                           | Leley do Cavaco, Renilsom Rodrigues e Gustavo Fernando                         | Tim Lolo                                | [ 4 ] |
| 3     | MUG                 | Mocidade - A cerevisia que contagia                                                  | Diego Nicolau, Maurício Bona, Claudinho Vagareza e Thiago Brito                | Ricardinho da MUG                       | [ 4 ] |
| 4     | Pega no Samba       | Irmandade de Misericórdia: curar às vezes, remediar constantemente e consolar sempre | Tonico do Cavaco, Attilio Juffo, Marquinho Gente Bamba e Kell do Cavaco        | Danilo Cezar                            | [ 4 ] |
| 5     | Jucutuquara         | Dá um Tempo!                                                                         | Diego Tavares, Thiago Bandeira, Thiago Daniel, Dilsom Marimba e Douglas Jacaré | Kleber Simpatia                         | [ 4 ] |
| 6     | Barreiros           | De Santas a Imperatrizes. São tantas Marias, Teresas e Leopoldinas pelo meu Brasil   | Ito Melodia, Gugu e Marquinhos da Ilha                                         | Ito Melodia                             | [ 4 ] |
| 7     | São Torquato        | Quimeras                                                                             | Attilio Juffo e Zinho                                                          | Alvimar Pipo                            | [ 4 ] |
| 8     | Piedade             | Senhoras e Senhores, Bom Espetáculo!                                                 | Lourival das Neves, Kell do Cavaco e Lauro                                     | Edson Papo Furado Marquinho Gente Bamba | [ 4 ] |
| 9     | Imperatriz do Forte | Do barro a surgir, num toque moldar. Num ladrilho a hitória a arte criar             | Edmundo Aylor, Sergio Anderson e Junior Caprichosos                            | Marcinho Diola                          | [ 4 ] |
| 10    | Tradição Serrana    | De Paranapuã à Serra Encantada Dos Deuses Temininós                                  | Tonico do Cavaco, Attilio Juffo, Marquinho Gente Bamba e Kell do Cavaco        | William Santos                          | [ 4 ] |

## 2012
| Faixa | Escola              | Enredo                                                                           | Autor                                                                                         | Intérprete                                | Ref.  |
| ----- | ------------------- | -------------------------------------------------------------------------------- | --------------------------------------------------------------------------------------------- | ----------------------------------------- | ----- |
| 1     | MUG                 | Gonzagão! Filho do Sertão, Majestade do Baião - 100 anos em glória               | Diego Nicolau, Maurício Bona, Claudinho Vagareza e Thiago Brito                               | Diego Nicolau Thiago Brito Fernando Brito | [ 5 ] |
| 2     | Boa Vista           | Vida em Poesia... A Lira que é Lucinda                                           | Emerson Xumbrega, Mingau, Bid do Cavaco e Júlio Negada                                        | Emerson Xumbrega                          | [ 5 ] |
| 3     | Piedade             | Piedade, um ato de amor na vida de tantas Marias... Guerreiras ou Anjos de Luz?! | Leley do Cavaco, Renilson Rodrigues e Gustavo Fernando                                        | Marquinho Gente Bamba Edson Papo Furado   | [ 5 ] |
| 4     | Jucutuquara         | Mistérios e Encantos da Ilha de Tupinambarana                                    | Leley do Cavaco, Renilson Rodrigues e Gustavo Fernando                                        | Kleber Simpatia                           | [ 5 ] |
| 5     | Barreiros           | Barreiros canta a cultura das terras de Aracruz                                  | Luiz Carlos Costa Pereira, Jorge Antonio da Vitória e Marxson do Cavaco                       | Henrique Pelé                             | [ 5 ] |
| 6     | São Torquato        | Simplesmente Rosa                                                                | Leley do Cavaco, Renilson Rodrigues e Gustavo Fernando                                        | Ricardinho de Oliveira                    | [ 5 ] |
| 7     | Novo Império        | Lendas e maravilhas do Espírito Santo                                            | Luca                                                                                          | Tim Lolo Polha                            | [ 5 ] |
| 8     | Imperatriz do Forte | SESI 60 anos: Vira Mundo Gera Vida                                               | Leley do Cavaco, Renilson Rodrigues e Gustavo Fernando                                        | Marcinho Diola                            | [ 5 ] |
| 9     | Pega no Samba       | Nós que aqui Estamos por vós Esperamos                                           | Diego Tavares, Thiago Bandeira, Dilson Marimba, Thiago Brito e Thiago Daniel                  | Danilo Cezar                              | [ 5 ] |
| 10    | Andaraí             | Milson Henriques, Bodas de Ouro em Verde e Rosa                                  | Claudinho Vagareza, Thiago Bandeira, Diego Tavares, Thiago Daniel, Lauro e Lourival das Neves | Lauro da Andaraí                          | [ 5 ] |

## 2013
| Faixa | Escola              | Enredo                                                                                   | Autor                                                                            | Intérprete                              | Ref.  |
| ----- | ------------------- | ---------------------------------------------------------------------------------------- | -------------------------------------------------------------------------------- | --------------------------------------- | ----- |
| 1     | Boa Vista           | Diáspora Africana - O Grito de Liberdade de Uma Raça"                                    | Emerson Xumbrega, Bid do Cavaco, Sidney Mingau e Jr Kabala                       | Emerson Xumbrega                        | [ 6 ] |
| 2     | MUG                 | Oui Voilá le France! Mocidade singra os mares de Dunkerque. Merci beacoup!               | Diego Nicolau, Thiago Brito, Claudinho Vagareza e Marcelo Motta                  | Thiago Brito                            | [ 6 ] |
| 3     | Piedade             | Anauê, Anauê... Guanambi, Amanajé nas terras abençoadas do Espírito Santo!               | Leley do Cavaco, Renilson Rodrigues e Gustavo Fernando                           | Marquinho Gente Bamba Edson Papo Furado | [ 6 ] |
| 4     | São Torquato        | Onde está o ouro! Pegue o mapa da mina e encontre o seu tesouro                          | Leley do Cavaco, Renilson Rodrigues e Gustavo Fernando                           | Ricardinho de Oliveira                  | [ 6 ] |
| 5     | Jucutuquara         | A Centenária Noite do Sabiá da Crônica: Entre Pássaros, Palavras, Chiquitas e Baianas    | Marina Zanchetta, Thiago Bandeira, Dilson Marimba, Thiago Daniel e Diego Tavares | Kleber Simpatia                         | [ 6 ] |
| 6     | Novo Império        | O fim do Mundo                                                                           | Luciano de Paula, Felipe Viana, João Machado, Danilo Cezar e Diego Troup         | Wander Show Lolo                        | [ 6 ] |
| 7     | Pega no Samba       | Em terra de bamba, samba quem tem raiz. O Pega canta a gigante Amigos da Gurigica        | Roberth Melodia, Wagner Mariano e Alcino Junior                                  | Danilo Cezar                            | [ 6 ] |
| 8     | Imperatriz do Forte | Parque Moscoso: De um click revelam-se 100 anos de história no coração da cidade         | Leley do Cavaco, Renilson Rodrigues e Gustavo Fernando                           | Marcinho Diola                          | [ 6 ] |
| 9     | Andaraí             | Andaraí canta em verso e prosa! 100 anos do Rio Branco, áureos tempos de lutas e glórias | Thiago Bandeira, Lauro, Dílson Marimba, Thiago Daniel e Diego Tavares            | Lauro da Andaraí                        | [ 6 ] |
| 10    | Tradição Serrana    | Os sonhos dos imigrantes viraram realidade. A tradição na passarela canta a tarantela    | Flávio do Cavaco                                                                 | William Santos Ricardo da Tradição      | [ 6 ] |

## 2014
| Grupo Especial "A" | Grupo Especial "A"  | Grupo Especial "A"                                                                                            | Grupo Especial "A"                                                              | Grupo Especial "A"                      | Grupo Especial "A" | Grupo Especial "A" | Grupo Especial "A" | Grupo Especial "A" | Grupo Especial "A" | Grupo Especial "A" | Grupo Especial "A" | Grupo Especial "A" | Grupo Especial "A" | Grupo Especial "A" | Grupo Especial "A" | Grupo Especial "A" | Grupo Especial "A" | Grupo Especial "A" | Grupo Especial "A" | Grupo Especial "A" | Grupo Especial "A" | Grupo Especial "A" | Grupo Especial "A" | Grupo Especial "A" |
| Faixa              | Escola              | Enredo | Autor                                                                           | Intérprete                              | Ref.               |                    |                    |                    |                    |                    |                    |                    |                    |                    |                    |                    |                    |                    |                    |                    |                    |                    |                    |                    |
| ------------------ | ------------------- | --- | ------------------------------------------------------------------------------- | --------------------------------------- | ------------------ | ------------------ | ------------------ | ------------------ | ------------------ | ------------------ | ------------------ | ------------------ | ------------------ | ------------------ | ------------------ | ------------------ | ------------------ | ------------------ | ------------------ | ------------------ | ------------------ | ------------------ | ------------------ | ------------------ |
| 1                  | Jucutuquara         | Oh Bahia, Ó                                                                                                   | Tuninho Azevedo, Neyzinho, Jean Brito, Júnior Oliveira, Beto e Tárcio Rodrigues | Kleber Simpatia                         | [ 9 ] [ 10 ]       |                    |                    |                    |                    |                    |                    |                    |                    |                    |                    |                    |                    |                    |                    |                    |                    |                    |                    |                    |
| 2                  | Piedade             | Do Agreste do Sertão de Gonzaga e Lampião - Pernambuco - Histórias de luta, do Frevo e do São João            | Lourival das Neves, Lucianinho do Cavaco, Sérgio Indio e Gibson                 | Marquinho Gente Bamba Edson Papo Furado | [ 11 ]             |                    |                    |                    |                    |                    |                    |                    |                    |                    |                    |                    |                    |                    |                    |                    |                    |                    |                    |                    |
| 3                  | Boa Vista           | Teu cheiro me dá prazer                                                                                       | Sidney Myngal, Bid do Cavaco, Emerson Xumbrega e Chanel Rigolon                 | Emerson Xumbrega                        | [ 10 ] [ 12 ]      |                    |                    |                    |                    |                    |                    |                    |                    |                    |                    |                    |                    |                    |                    |                    |                    |                    |                    |                    |
| 4                  | Pega no Samba       | Festa, Samba e Rock'n roll. Uma viagem de Liverpool à Vitória: 50 anos dos Beatles                            | Roberth Melodia, Wagner Mariano e Alcino Jr.                                    | Danilo Cezar                            | [ 13 ]             |                    |                    |                    |                    |                    |                    |                    |                    |                    |                    |                    |                    |                    |                    |                    |                    |                    |                    |                    |
| 5                  | MUG                 | Tapetes - Do paraíso mágico ao Santuário da Fé: Castelo!                                                      | Diego Nicolau e Claudinho Vagareza                                              | Thiago Brito                            | [ 10 ] [ 14 ]      |                    |                    |                    |                    |                    |                    |                    |                    |                    |                    |                    |                    |                    |                    |                    |                    |                    |                    |                    |
| Grupo Especial "B" |                     | |                                                                                 |                                         |                    |                    |                    |                    |                    |                    |                    |                    |                    |                    |                    |                    |                    |                    |                    |                    |                    |                    |                    |                    |
| Faixa              | Escola              | Enredo | Autor                                                                           | Intérprete                              | Ref.               |                    |                    |                    |                    |                    |                    |                    |                    |                    |                    |                    |                    |                    |                    |                    |                    |                    |                    |                    |
| 1                  | Barreiros           | Amor de mãe para filho, por toda a eternidade                                                                 | Júnior Caprichosos, Lico, MC Niel e EBA                                         | Yury Freitas                            | [ 15 ]             |                    |                    |                    |                    |                    |                    |                    |                    |                    |                    |                    |                    |                    |                    |                    |                    |                    |                    |                    |
| 2                  | Andaraí             | Misticismo, sentimento, fé ou fascinação? Andaraí desvenda os mistérios da magia                              | Thiago Bandeira, Thiago Daniel, Diego Tavares, Dílson Marimba e Lauro           | Lauro da Andaraí                        | [ 10 ] [ 16 ]      |                    |                    |                    |                    |                    |                    |                    |                    |                    |                    |                    |                    |                    |                    |                    |                    |                    |                    |                    |
| 3                  | Imperatriz do Forte | Aduanas... Tudo para o Rei, tudo para o Estado, tudo pela Nação                                               | Thiago Brito, Diego Nicolau e Dilson Marimba                                    | Wander Show                             | [ 10 ] [ 17 ]      |                    |                    |                    |                    |                    |                    |                    |                    |                    |                    |                    |                    |                    |                    |                    |                    |                    |                    |                    |
| 4                  | São Torquato        | Onze portais sagrados, divina morada da alegria, Caparaó Capixaba em São Torquato é essência da nossa energia | Leley, Renilson Rodrigues e Gustavo Fernando                                    | Ricardinho de Oliveira                  | [ 18 ]             |                    |                    |                    |                    |                    |                    |                    |                    |                    |                    |                    |                    |                    |                    |                    |                    |                    |                    |                    |
| 5                  | Novo Império        | Se a arte imita a vida, com uma máscara eu posso sonhar, assistam o que uma comédia pode causar               | Arthur Nicolau da Conceição e Gabriel Nicolau da Conceição                      | Tim Lolo Adelson Silva                  | [ 19 ]             |                    |                    |                    |                    |                    |                    |                    |                    |                    |                    |                    |                    |                    |                    |                    |                    |                    |                    |                    |

## 2015
| Grupo Especial "A" | Grupo Especial "A"  | Grupo Especial "A"                                                                     | Grupo Especial "A" | Grupo Especial "A"    | Grupo Especial "A" | Grupo Especial "A" | Grupo Especial "A" | Grupo Especial "A" | Grupo Especial "A" | Grupo Especial "A" | Grupo Especial "A" | Grupo Especial "A" | Grupo Especial "A" | Grupo Especial "A" | Grupo Especial "A" | Grupo Especial "A" | Grupo Especial "A" | Grupo Especial "A" | Grupo Especial "A" | Grupo Especial "A" | Grupo Especial "A" | Grupo Especial "A" | Grupo Especial "A" | Grupo Especial "A" |
| Faixa              | Escola              | Enredo                                                                                 | Autor | Intérprete            | Ref.               |                    |                    |                    |                    |                    |                    |                    |                    |                    |                    |                    |                    |                    |                    |                    |                    |                    |                    |                    |
| ------------------ | ------------------- | -------------------------------------------------------------------------------------- | --- | --------------------- | ------------------ | ------------------ | ------------------ | ------------------ | ------------------ | ------------------ | ------------------ | ------------------ | ------------------ | ------------------ | ------------------ | ------------------ | ------------------ | ------------------ | ------------------ | ------------------ | ------------------ | ------------------ | ------------------ | ------------------ |
| 1                  | Boa Vista           | Rio de 450 Janeiros... Boa Vista exalta os encantos e as belezas da cidade maravilhosa | Sidney Myngal, Emerson Xumbrega, Bid do Cavaco | Emerson Xumbrega      |                    |                    |                    |                    |                    |                    |                    |                    |                    |                    |                    |                    |                    |                    |                    |                    |                    |                    |                    |                    |
| 2                  | MUG                 | No Reino de sua Majestade, O sonho                                                     | Diego Nicolau e Dudu Nobre | Thiago Britto         |                    |                    |                    |                    |                    |                    |                    |                    |                    |                    |                    |                    |                    |                    |                    |                    |                    |                    |                    |                    |
| 3                  | Piedade             | Piedade 60 anos. Uma odisseia carnavalesca de conquistas                               | Sousa, Marquinho Gente Bamba, Lorival das Neves, Sergio Índio, Lucianinho do Cavaco, Betinho Capoeira, Costa Pereira, Welton Zangrande, Gibson Muniz e Isaías Santana | Marquinho Gente Bamba |                    |                    |                    |                    |                    |                    |                    |                    |                    |                    |                    |                    |                    |                    |                    |                    |                    |                    |                    |                    |
| 4                  | Jucutuquara         | Itapemirim: Sob o Caminho das águas, às suas ordens                                    | Arthur Nicolau, Gabriel Nicolau, Douglas Jacaré e Kaike Sant’anna | Kleber Simpatia       |                    |                    |                    |                    |                    |                    |                    |                    |                    |                    |                    |                    |                    |                    |                    |                    |                    |                    |                    |                    |
| 5                  | Novo Império        | Espelho, espelho meu                                                                   | Luciano de Paula, Marquinhos Nascimento, João Machado, Danilo Cézar e Felipe Viana                                                                                    | Danilo Cezar          |                    |                    |                    |                    |                    |                    |                    |                    |                    |                    |                    |                    |                    |                    |                    |                    |                    |                    |                    |                    |
| Grupo Especial "B" |                     |                                                                                        | |                       |                    |                    |                    |                    |                    |                    |                    |                    |                    |                    |                    |                    |                    |                    |                    |                    |                    |                    |                    |                    |
| Faixa              | Escola              | Enredo                                                                                 | Autor | Intérprete            | Ref.               |                    |                    |                    |                    |                    |                    |                    |                    |                    |                    |                    |                    |                    |                    |                    |                    |                    |                    |                    |
| 1                  | Pega no Samba       | Adivinha?                                                                              | João Machado, Marquinhos Nascimento, Luciano de Paula e Lourival das Neves                                                                                            | Bruno Ribas           |                    |                    |                    |                    |                    |                    |                    |                    |                    |                    |                    |                    |                    |                    |                    |                    |                    |                    |                    |                    |
| 2                  | Imperatriz do Forte | Fames, 60 anos                                                                         | Thiago Bandeira | Wander Show           |                    |                    |                    |                    |                    |                    |                    |                    |                    |                    |                    |                    |                    |                    |                    |                    |                    |                    |                    |                    |
| 3                  | São Torquato        | Liberdade! Um grito que ecoa de norte a sul deste país. África aqui se fez raiz        | Felipe Viana, João Machado e Marcinho Diola | Marcinho Diola        |                    |                    |                    |                    |                    |                    |                    |                    |                    |                    |                    |                    |                    |                    |                    |                    |                    |                    |                    |                    |
| 4                  | Barreiros           | Eu pulso a cidade que corre em minhas veias – Cariacica                                | Edmundo Aylor, Sérgio Anderson e Júnior Caprichosos | Neno Bahia            |                    |                    |                    |                    |                    |                    |                    |                    |                    |                    |                    |                    |                    |                    |                    |                    |                    |                    |                    |                    |
| 5                  | Tradição Serrana    | Entra no ar e na avenida, a Rádio Tradição, em sintonia com os radialistas e o povão   | Lourival das Neves e Marquinho Gente Bamba | Vinícius Karan        |                    |                    |                    |                    |                    |                    |                    |                    |                    |                    |                    |                    |                    |                    |                    |                    |                    |                    |                    |                    |

## 2016
Ao todo, 14 escolas, 6 do Grupo Especial e 8 do Grupo A participaram da gravação.
| Faixa | Escola               | Enredo                                                                                         | Autor | Intérprete            | Ref.   |
| ----- | -------------------- | ---------------------------------------------------------------------------------------------- | --- | --------------------- | ------ |
| 1     | MUG                  | Papo de Botequim - Boemia e malandragem na cadência do samba                                   | Dudu Nobre e Diego Nicolau | Thiago Britto         | [ 22 ] |
| 2     | Jucutuquara          | Vitória                                                                                        | Roberth Melodia, Fernando Brito, Rafael Mikaiá, Rico Bernardes, Wagner Mariano, Thiago Meireles, Rodrigo Pinho, Daniel Barbosa e Victor Alves          | Kleber Simpatia       | [ 23 ] |
| 3     | Boa Vista            | Festas e Folguedos - crenças, ritmos e sabores seculares do Espírito Santo                     | Sidney Myngal, Bid do Cavaco, Emerson Xumbrega e Marlon Stefaninni                                                                                     | Emerson Xumbrega      |        |
| 4     | Piedade              | Vamos ao mercado?                                                                              | Souza, Marquinho Gente Bamba, Lourival das Neves, Gibson Muniz, Costa Pereira, Sérgio Índio e Lucianinho                                               | Marquinho Gente Bamba | [ 24 ] |
| 5     | Pega no Samba        | O Pega canta o centenário de um beija-flor. Augusto Ruschi, orgulho capixaba, tesouro nacional | Thiago Brito, Leonardo Soares, Arlison Trindade, R. Lima, Shazan, Diego do Carmo, Rocha, Vitinho Confusão                                              | Bruno Ribas           | [ 25 ] |
| 6     | Barreiros            | Martinho da Vila: A música que fala mais alto e o samba que fala primeiro                      | Tunico da Vila, Roberth Melodia, Wagner Mariano, Rafael Mikaiá, Lourival das Neves, Marquinho Gente Bamba, Leo Pereira, Kel do Cavaco e Thiago Meiners | Kayke Sant'Anna       |        |
| 7     | Novo Império         | Sou Bantu, sou Kimbondo, sou Angola, sou Espírito Santo. Sou Quilombola!                       | Renilson Rodrigues, Gustavo Fernando, Lolo, Tim Santos, Hudson Gasolina e Rogério Barbosa.                                                             | Danilo Cezar          | [ 26 ] |
| 8     | São Torquato         | Folclore brasileiro                                                                            | Felipe Viana, João Machado e Marcinho Diola | Marcinho Diola        | [ 27 ] |
| 9     | Tradição Serrana     | Congo: uma realidade                                                                           | | William Santos        |        |
| 10    | Imperatriz do Forte  | Áfrika: do berço da humanidade ao santuário milenar da sabedoria                               | Tigrão SP | Wander Show           | [ 28 ] |
| 11    | Andaraí              | Era uma vez...                                                                                 | Tuninho Azevedo, Vitor Alves, Almeida Junior, Jean Brito, Jorge Goulart e Almir Cruz                                                                   | Lauro da Andaraí      | [ 29 ] |
| 12    | Chegou O Que Faltava | Caboclo Bernardo - O herói do povo para o povo                                                 | Thiago Brito, Rafael Mikaiá, Roberth Melodia, Thiago Meiners e Fernando Brito                                                                          | Fernando Britto       | [ 30 ] |
| 13    | Chega Mais           | Anjo negro, Lindo anjo                                                                         | Neguinho da Beija Flor | Tim e Lolô            | [ 31 ] |
| 14    | Rosas de Ouro        | Nos passos da história… a Rosas de Ouro canta e encanta a Insurreição do Queimado              | Marcelinho, Mazinho do Forte, Murilo Dudu e Antonio Carlos                                                                                             | Riquinho              |        |

## 2017
Ao todo, 13 escolas, 6 do Grupo Especial e 7 do Grupo A participaram da gravação. Apenas a "Chega Mais" ficou de fora devido a um processo administrativo.
| Faixa | Escola               | Enredo                                                                        | Autor | Intérprete            | Ref. |
| ----- | -------------------- | ----------------------------------------------------------------------------- | --- | --------------------- | ---- |
| 1     | MUG                  | A MUG dá as Cartas!                                                           | Dudu Nobre e Diego Nicolau | Thiago Britto         |      |
| 2     | Jucutuquara          | Na natureza nada se cria, nada se perde, tudo se transforma!                  | Francisco Velasco | Kleber Simpatia       |      |
| 3     | Boa Vista            | Sob a luz do luar, guiada pelas estrelas... Boa Vista em alma cigana. Optcha! | Diogo Nogueira, Ciraninho de Castro, Emerson Xumbrega, Bid do Cavaco, Sidney Mingau, Leandro Fregonesi e Rafael dos Santos                 | Emerson Xumbrega      |      |
| 4     | Piedade              | No mundo e na vida, de cara pintada com a Piedade na avenida                  | Lourival das Neves, Jefinho Rodrigues, Marquinho Gente Bamba, Gibson Muniz, Lucianinho do Cavaco, Maneco, Sérgio Índio e Costa Pereira     | Marquinho Gente Bamba |      |
| 5     | Pega no Samba        | Nas taças da história... O Pega brinda o néctar da humanidade                 | João Machado, Glaydson Santos e Felipe Viana                                                                                               | Danilo Cezar          |      |
| 6     | Novo Império         | A cura para o mundo está aqui! Vitória, um manto cheio de esperança           | Tuninho Azevedo, Neyzinho do Cavaco, Almeida Júnior, Almir Cruz, Gigi da Estiva, Mário Girão, Zula e Tadeuzinho                            | Celso Júnior          |      |
| 7     | Barreiros            | Uganda, a Pérola da África                                                    | Thiago Tarlher, André Filosofia, Leandrinho Lv, Nando do Cavaco, Leandro Batas, Viny Dacor, Marcelinho Simplicidade, Diley Machado         | Neno Bahia            |      |
| 8     | Andaraí              | Com uma paleta de cores vibrantes, Andaraí pinta seu carnaval                 | Thiago Tarlher, André Filosofia, Leandrinho LV, Leandro Batas, Nando do Cavaco, Diley Machado, Mancha do Cavaco, Casinha e Ricardo Martins | Lauro da Andaraí      |      |
| 9     | São Torquato         | Na busca pela sabedoria, meu caminho é independente                           | Roberth Melodia, Fernando Brito, Wagner Mariano e J.P                                                                                      | Fernando Britto       |      |
| 10    | Tradição Serrana     | Sim salabim, o caldeirão vai ferver                                           | Lourival das Neves, Jefinho Rodrigues e Marquinho Gente Bamba                                                                              | Marcinho Diola e Léo  |      |
| 11    | Imperatriz do Forte  | Gran Circo Imperatriz anuncia: Venha se divertir no picadeiro da emoção       | Diego Nicolau e Thiago Brito | Ricardinho Oliveira   |      |
| 12    | Chegou o Que Faltava | Lendário das Águas - Místico, Sagrado e Elemental                             | Rafael Mikaiá, Fernando Britto, Thiago Britto, Thiago Meiners e Roberth Melodia                                                            | Vladmir Sales         |      |
| 13    | Rosas de Ouro        | É pirata! Fica de olho! A Rosas de Ouro vai desvendar o tesouro               | Leley do Cavaco, Renilson Rodrigues e Gustavo Fernando                                                                                     | Riquinho              |      |

## 2018
| Faixa | Escola        | Enredo | Autor | Intérprete          |
| ----- | ------------- | --- | --- | ------------------- |
| 1     | Boa Vista     | Sou Boa Vista… Sou Madiba! O canto da igualdade que ecoa no centenário de Mandela                                  | Bid do Cavaco, Emerson Xumbrega, Myngal, Diogo Nogueira, Rafael dos Santos e Ciraninho                                                                   | Emerson Xumbrega    |
| 2     | MUG           | Entre confetes e serpentinas, uma paixão sem igual… Olhares que se cruzam, bocas que se beijam… Amores de carnaval | Dudu Nobre e Diego Nicolau | Thiago Britto       |
| 3     | Piedade       | Pra Não Dizer Que Não Falei das Flores                                                                             | Roberth Melodia, Leandro Bonaza, Léo Soares, R. Lira, Cassius Macaé, Alan Rabelo, Shazan, Victor Alves, Fernando Brito, Diego do Carmo e Kléber Simpatia | Kleber Simpatia     |
| 4     | Novo Império  | No vai e vem do mar                                                                                                | Artur Nicolau, Gabriel Nicolau, Tadeu Ronchi, Tim Santos, Lolo, Thiago Bandeira, Kaike Sant'Anna, Rogério Filé                                           | Celso Júnior        |
| 5     | Jucutuquara   | Ambrósio | Roberth Melodia, Fernando Brito, Rafael Mikaiá, Ricardo Bernardes, Sandro Alan, Thiago Meiners e Victor Alves                                            | Ricardinho Oliveira |
| 6     | Pega no Samba | Na celebração ao chocolate, a Locomotiva dá um show!                                                               | Neyzinho do Cavaco, Breno Almeida, Junior Oliveira, Gabriel do Cavaco, Antônio Conceição e Girão                                                         | Danilo Cezar        |
| 7     | Andaraí       | Quem conta um conto aumenta um ponto com a certeza de quem viu! Mas não leve tão a sério é 1° de Abril             | Thiago Bandeira, Gabriel Nicolau, Arthur Nicolau, Tim Santos, Lolo, Dudu Martins, Rogério Só Filé e Thadeu                                               | Lauro da Andaraí    |

## 2019
| Faixa | Escola              | Enredo                                                                           | Autor | Intérprete          | Ref. |
| ----- | ------------------- | -------------------------------------------------------------------------------- | --- | ------------------- | ---- |
| 1     | MUG                 | Sorrir e sambar é só começar                                                     | Dudu Nobre e Diego Nicolau | Thiago Britto       |      |
| 2     | Jucutuquara         | O Rosário do Bispo e seu delirante Inventário do Universo                        | Luiz Felipe, Kátia Maués, Leonardo Reis, Igor De Boni | Kleber Simpatia     |      |
| 3     | Boa Vista           | Entre rodovias e fronteiras… Honras e glórias. PRF 90 anos dos Anjos do Asfalto” | Ciraninho, Myngal, Emerson Xumbrega, Bid do Cavaco e Flavinho | Emerson Xumbrega    |      |
| 4     | Piedade             | Felis Catus – Sagrados e Mal Ditos                                               | Alan Rabelo, Djalma Junior, Fernando Britho, Igor Cabral, Leandro Bonaza, Leandro Corrêa, Rafael Mikaiá e Roberth Melodia                                         | Danilo Cezar        |      |
| 5     | Pega no Samba       | Lenira Borges: Uma vida para a dança                                             | Almeida Junior, Almir Cruz, Antônio Conceição, Breno Almeida, Gabriel do Cavaco, Jean Brito, Junior Oliveira, Neyzinho do Cavaco, Tuninho Azevedo e Wescley Alves | Fernando Brito      |      |
| 6     | Novo Império        | De Maria às Marias – Uma revolução… Um grito de liberdade! #presente!            | Brunella Souza, Cleide Bonaza, Eliz Reis, Jamilly Rachid, Janeth Vasconcellos, Sônia Gomes e Zinaide Brito                                                        | Celso Júnior        |      |
| 7     | Imperatriz do Forte | Navegando nas correntezas da História, a Imperatriz vem vestida de azul          | Caio Alves, Danilo Garcia, Gigi da Estiva, Gustavinho Oliveira e Rafael Tinguinha                                                                                 | Ricardinho Oliveira |      |

## 2020
| Faixa | Escola                       | Enredo | Autor | Intérprete          | Ref. |
| ----- | ---------------------------- | --- | --- | ------------------- | ---- |
| 1     | Boa Vista                    | O voo da Águia anuncia: A festa é Boa, pode chegar! Ao som de uma linda sinfonia, a música capixaba celebrar!                   | Sidney Myngal, Ciraninho de Castro, Emerson Xumbrega, Flavinho Bento e Bid do Cavaco                                                               | Emerson Xumbrega    |      |
| 2     | MUG                          | Oby: O Imaculado Santuário das Lendas                                                                                           | Dudu Nobre e Diego Nicolau | Thiago Britto       |      |
| 3     | Novo Império                 | O Bê-a-Bá dos Guris: uma lição para todos                                                                                       | Eliz Reis, Sheila Vasconcelos, Priscila Faleiro, Sônia Gomes, Jamilly Rachid, Surama Nicchio, Tania Costa, Ana Sales, Sandra Barbosa e Berna Macaé | Kleber Simpatia     |      |
| 4     | Jucutuquara                  | Griot | Rafael Mikaiá, Fernando Brito, Rodrigo Pinho, Carlos Jarjura, Roberth Melodia, Vlad Aks e André Cavalcante                                         | Celso Junior        |      |
| 5     | Piedade                      | Francisco's | Tuka Reis, R. Lira, Thiago Meiners, Fernando Brito, Leandro Costa, Lucas Rigonato, Carlos, Pinho, Daniel Barbosa, André e Amanda Rodrigues         | Danilo Cezar        |      |
| 6     | Imperatriz do Forte          | Das Terras de Vila Rica à Vila Nova do Espírito Santo: Imperatriz Engalanada Apresenta a Rota Imperial de São Pedro D’Alcântara | Gigi da Estiva, Gustavinho Oliveira, Danilo Garcia, Rafael Tinguinha e Caio Alves                                                                  | Vinícius Moraes     |      |
| 7     | Independente de São Torquato | O Portal das Ilusões | Almir Cruz, Almeida Junior, Jean Brito, Girão e Tuninho Azevedo                                                                                    | Ricardinho Oliveira |      |

## 2022
| Faixa | Escola              | Enredo                                                                                 | Autor | Intérprete        | Ref. |
| ----- | ------------------- | -------------------------------------------------------------------------------------- | --- | ----------------- | ---- |
| 1     | Boa Vista           | O Pássaro de Fogo traz a Boa Nova... É tempo de amar!                                  | Ciraninho de Castro, Alemão do Cavaco, Noca da Portela, Flavinho Bento, Kiki Marcellos, Emerson Xumbrega e Bid do Cavaco                                                                                        | Emerson Xumbrega  |      |
| 2     | MUG                 | O Leão em caravana traz ao palco da folia a imagem e semelhança com um quê de fantasia | Dudu Nobre e Diego Nicolau | Ricardinho da MUG |      |
| 3     | Jucutuquara         | O povo inteiro vai saber, é Jucutuquara que vem lá!                                    | Marina Zanchetta, Leandro Maciel, Rafael Mikaiá, Rico Bernardes, Roberth Melodia, Fernando Brito, Gustavo Pipico, Carlos Jarjura, Rodrigo Pinho, Daniel Barbosa, Cassius Macaé, Thiago Meiners e Lucas Rigonato | Igor Sorriso      |      |
| 4     | Novo Império        | Santo Antônio, Olhai por Nós                                                           | Gabriel Nicolau, Arthur Nicolau, Rogério Barbosa (Só Filé), Vitor Fracalossi, Thieter Ebani e Douglas Azevedo                                                                                                   | Kleber Simpatia   |      |
| 5     | Piedade             | Da riqueza do café, sua força e majestade                                              | Thiago Brito, Thiago Meiners, Rafael Mikaiá, Pixulé, Tem-Tem Jr, Turko e Fábio Souza | Thiago Britto     |      |
| 6     | Imperatriz do Forte | Em Busca do 10                                                                         | Roberth Melodia, Wagner Mariano, Fernando Brito, Leandro Maciel, Alex do Cavaco, Carlos Jarjura, Jotapê, João Vidal e Vlad AKS                                                                                  | Fernando Brito    |      |
| 7     | Andaraí             | Mulembá                                                                                | João Machado, Thiago Bandeira, Lauro e Thadeu Ronchi | Lauro Campos      |      |

## 2023
| Faixa | Escola               | Enredo                                                                             | Autor | Intérprete        | Ref. |
| ----- | -------------------- | ---------------------------------------------------------------------------------- | --- | ----------------- | ---- |
| 1     | Novo Império         | Imperium – Abram Alas para Vossas Majestades                                       | Rogério Barbosa (Só Filé), Renilson Rodrigues e João Machado Alencastre | Kleber Simpatia   |      |
| 2     | MUG                  | A Caminho das Terras do Sol Poente                                                 | Dudu Nobre e Diego Nicolau | Ricardinho da MUG |      |
| 3     | Andaraí              | Carlos Magno e os doze pares de França: imperador do sertão, soberano da esperança | João Machado, Renilson Rodrigues, Lauro e Thadeu Ronchi | Lauro Campos      |      |
| 4     | Boa Vista            | Humor: tanto riso, oh, quanta alegria... No tom da canção, a Boa Vista contagia    | Ciraninho de Castro, Noca da Portela, Flavinho Bento, Bid do Cavaco, Marcelo Adnet, Noca Neto, Milton Carvalho e Tinoco                                                        | Emerson Xumbrega  |      |
| 5     | Jucutuquara          | Onde Ocê Foi Morar?                                                                | Rafael Mikaiá, Rico Bernardes, Robeth Melodia, Fernando Brito, Leandro Maciel, Roni Alencastre, Daniel Barbosa, Cassius Macaé, Lucas Rigonato, Gigi da Estiva e Thiago Meiners | Danilo Cezar      |      |
| 6     | Piedade              | Bino Santo e as Lutas que Ecoam no Morro                                           | Thiago Brito, Thiago Meiners, Rafael Mikaiá e Vítor Jaime | Thiago Britto     |      |
| 7     | Chegou o Que Faltava | O Tesouro Que Faltava                                                              | Rafael Mikaiá | Marcinho Diola    |      |

## 2024
| Faixa | Escola               | Enredo                                                                      | Autor | Intérprete                  | Ref. |
| ----- | -------------------- | --------------------------------------------------------------------------- | --- | --------------------------- | ---- |
| 1     | MUG                  | Massena: Um Olhar em Aquarela                                               | Thiago Brito, Rafael Mikaiá, Rico Bernardes, Fernando Brito, Roberth Melodia, Lucas Rigonato, Cassius Macaé (in memorian), Gigi da Estiva, Maurício Amorim, Daniel Barbosa, Carlos Jarjura e Leandro Maciel                  | Ricardinho da MUG           |      |
| 2     | Jucutuquara          | Gassho: Caminhos de Sabedoria                                               | Rafael Mikaiá, Rico Bernardes, Leandro Maciel, Gigi da Estiva, Leandro Gaúcho, Daniel Barbosa, Maurício Amorim, Thiago Brito, Roberth Melodia, Fernando Brito, Carlos Jarjura, Vinicius Moraes e Cassius Macaé (in memorian) | Danilo Cezar                |      |
| 3     | Boa Vista            | Viana Divinamente Brasileira                                                | Renan Fraga, Ewerton Fernandes, Diego Troup, João Machado, Thiago Lopes, Lico Sambista, Yuri Freitas, Wesley Silva e Felipe Viana                                                                                            | Emerson Xumbrega            |      |
| 4     | Chegou o Que Faltava | Bravo! Abram-se as cortinas, o Glória em cena                               | Rafael Mikaiá, Rico Bernardes, Thiago Brito, Fernando Brito, Roberth Melodia, Lucas Rigonato, Cassius Macaé (in memorian), Gigi da Estiva, Daniel Barbosa e Carlos Jarjura                                                   | Igor Vianna                 |      |
| 5     | Piedade              | Quilombo Piedade                                                            | Lourival das Neves, Gibson Muniz, Sérgio Índio, Jefinho Rodrigues e Gilson Bernini | Luiz Felipe Kleber Simpatia |      |
| 6     | Novo Império         | Espírito Guerreiro Ancestral - Barra de São Francisco: A Sentinela Capixaba | Arthur Nicolau, Gabriel Nicolau, Vinícius Moraes e Vitor Fracalossi | Celso Jr Vinicius Moraes    |      |
| 7     | Pega no Samba        | Pérolas do Deserto                                                          | Danilo Cezar, Xandinho Nocera, Nando do Cavaco, Vinicius Moraes, André Filosofia, Alcides Júnior, Leandrinho LV, Ronny Potolski e Rogério Só Filé                                                                            | Thiago Brito                |      |

## 2025
| Faixa | Escola               | Enredo                                                   | Autor | Intérprete                     | Ref. |
| ----- | -------------------- | -------------------------------------------------------- | --- | ------------------------------ | ---- |
| 1     | MUG                  | O Guerreiro da Capa Encarnada - Jorge do Povo Brasileiro | Rafael Mikaiá, Roberth Melodia, Fernando Brito, Gigi da Estiva, Rogerinho do Cavaco, Marcos Bittencourt, Carlos Jarjura, Rodrigo Gauz, Ana Werka, Maurício Amorim, Thiago Meiners e Cassius Macaé (in memorian) | Ricardinho da MUG Thiago Brito |      |
| 2     | Boa Vista            | Os Olhos do Mundo - Assombros de Sebastião Salgado       | Roberth Melodia, Fernando Brito, R. Lira, Xandinho Nocera, Nando do Cavaco, Thiago Brito, Nellipe Costa, André Filosofia e Ronny Potolski                                                                       | Emerson Xumbrega               |      |
| 3     | Piedade              | Ibeji                                                    | Jefinho Rodrigues, Lourival das Neves, Gibson Muniz, Sérgio Índio, Marquinho Gente Bamba, Xanxan e Gilson Bernini                                                                                               | Luiz Felipe Kleber Simpatia    |      |
| 4     | Chegou o Que Faltava | Da Lama Sai Muito Barulho                                | Júnior Fionda | Igor Vianna (Xande de Pilares) |      |
| 5     | Jucutuquara          | Pulsar da Vida                                           | Arthur Nicolau, Gabriel Nicolau, Kaike Santanna, Ariel Rodrigues e Vinicius Moraes | Edu Chagas                     |      |
| 6     | Novo Império         | As Voltas Que a Vida Dá                                  | Rafael Mikaiá, Roberth Melodia, Eduardo Lima, Fernando Brito, Carlos Jarjura, Artur Kadratz, Thiago Meiners, Rodrigo Carvalho e Rafael Prates                                                                   | Danilo Cezar                   |      |
| 7     | Imperatriz do Forte  | Só Quem Sabe Onde É Luanda, Saberá Lhe Dar Valor         | Thiago Meiners, Lucas Donato, Dodô Ananias, Gustavinho Oliveira e Rafael Tubino | Dodô Ananias                   |      |

## 2026
| Faixa | Escola               | Enredo | Autor | Intérprete                     | Ref. |
| ----- | -------------------- | ------ | ----- | ------------------------------ | ---- |
| 1     | Boa Vista            |        |       | Emerson Xumbrega               |      |
| 2     | Chegou o Que Faltava |        |       | Igor Vianna                    |      |
| 3     | MUG                  |        |       | Ricardinho da MUG Thiago Brito |      |
| 4     | Piedade              |        |       | Luiz Felipe Kleber Simpatia    |      |
| 5     | Novo Império         |        |       | Danilo Cezar                   |      |
| 6     | Jucutuquara          |        |       | Kaike Sant’Anna                |      |
| 7     | Imperatriz do Forte  |        |       | Dodô Ananias                   |      |
| 8     | Andaraí              |        |       | Emerson Dias                   |      |
| 9     | Pega no Samba        |        |       | Breno Almeida                  |      |
| 10    | Rosas de Ouro        |        |       | Letícia Jesus Artur Kadratz    |      |